# Die Dame in Schwarz
Die Dame in Schwarz est un film allemand réalisé par Victor Janson, sorti en 1920.

## Fiche technique
- Réalisation : Victor Janson
- Scénario : Curt Goetz
- Producteur : Paul Davidson
- Photographie : 	Willy Gaebel
- Directeur artistique : Kurt Richter[1]
- Production : PAGU[2]
- Distributeur : UFA
- Date de sortie : octobre 1920

## Distribution
- Curt Goetz : Joe Deebs, Detektiv
- Hugo Falke : Graf von Falkenhorst
- Willy Kaiser-Heyl : Pastor Jürgens
- Max Kronert : Deebs Diener
- Josef Rehberger : Graf Falkenhorsts indischer Diener
- Magnus Stifter : Gutsbesitzer Rittmeister Vallentin
- Gertrude Welcker : Gräfin Katja von Falkenhorst